# Kaplica św. Jerzego w Bielsku Podlaskim
Kaplica pod wezwaniem św. Jerzego – kaplica prawosławna w Bielsku Podlaskim. Należy do parafii Zmartwychwstania Pańskiego w Bielsku Podlaskim, w dekanacie Bielsk Podlaski diecezji warszawsko-bielskiej Polskiego Autokefalicznego Kościoła Prawosławnego.
Kaplica znajduje się we wschodniej części miasta, przy ulicy Dubicze.
Budowla murowana, wzniesiona ok. 1900 r. Usytuowana na cerkwisku; upamiętnia cerkiew św. Jerzego, pobudowaną pod koniec XIV w. i istniejącą do XVI w.
Corocznie w niedzielę po Zesłaniu Ducha Świętego (według starego stylu) w kaplicy odprawiane jest nabożeństwo dziękczynne (molebień), na które przybywa uroczysta procesja z cerkwi parafialnej (Woskresieńskiej).